# عقد نکاح
عقد نکاح یا قرارداد با زناشویی همان ازدواج و عبارت است از توافق یک زن و مرد جهت ایجاد زندگی مشترک، و قوانین خاصی بر این پیمان حکومت می‌نماید. بسته به فرهنگ خاص جامعه، جهت انعقاد عقد، طرفین بایستی کلماتی دایر بر پذیرفتن این پیمان ادا کنند. معمولاً عقد نکاح در مراسم خاصی که به آن «مراسم عقد» می‌گویند، انجام می‌شود. عقد نکاح مطابق ماده ۱۰۶۲ قانون مدنی ایران به صرف ایجاب و قبول زن و مرد منعقد می‌گردد.
طبق ماده ۱۱۰۲ قانون مدنی ایران، همین که نکاح به‌طور صحیح واقع شد، روابط زوجیت بین طرفین موجود، و حقوق و تکالیف زوجین از قبیل، مهر، نفقه، حسن برخورد و معاشرت و تمکین در مقابل یکدیگر برقرار می‌شود.
عقد نکاح با توجه به قانون مدنی ایران، با دو شیوه فسخ نکاح و طلاق پایان می‌پذیرد اگرچه فوت، لعان، کفر و تغییر جنسیت نیز از موارد انحلال نکاح به‌شمار می‌رود.
زیرلفظی یک اصطلاح ایرانی برای یک هدیه یا پول از طرف داماد به عروس است.